# Municipio de University
El municipio de University (en inglés: University Township) es un municipio ubicado en el condado de San Luis en el estado estadounidense de Misuri. En el año 2010 tenía una población de 34281 habitantes y una densidad poblacional de 1.804,49 personas por km².

## Geografía
El municipio de University se encuentra ubicado en las coordenadas 38°40′28″N 90°19′17″O / 38.67444, -90.32139. Según la Oficina del Censo de los Estados Unidos, el municipio tiene una superficie total de 19 km², de la cual 19 km² corresponden a tierra firme y (0%) 0 km² es agua.

## Demografía
Según el censo de 2010, había 34281 personas residiendo en el municipio de University. La densidad de población era de 1.804,49 hab./km². De los 34281 habitantes, el municipio de University estaba compuesto por el 26.99% blancos, el 68.02% eran afroamericanos, el 0.22% eran amerindios, el 1.55% eran asiáticos, el 0.02% eran isleños del Pacífico, el 0.76% eran de otras razas y el 2.45% pertenecían a dos o más razas. Del total de la población el 2.07% eran hispanos o latinos de cualquier raza.